# 天生橋國家紀念區
天生橋國家紀念區（Natural Bridges National Monument）是美國的一個國家紀念區，位於猶他州東南部。

## 历史
天生橋國家紀念區在1908年成為國家紀念區，是猶他州第一個國家紀念區。天生橋國家紀念區位於懷特谷和阿姆斯壯谷的交會處。這一地區擁有眾多的天然橋樑，是猶他著名的旅遊景點之一。

## 画廊

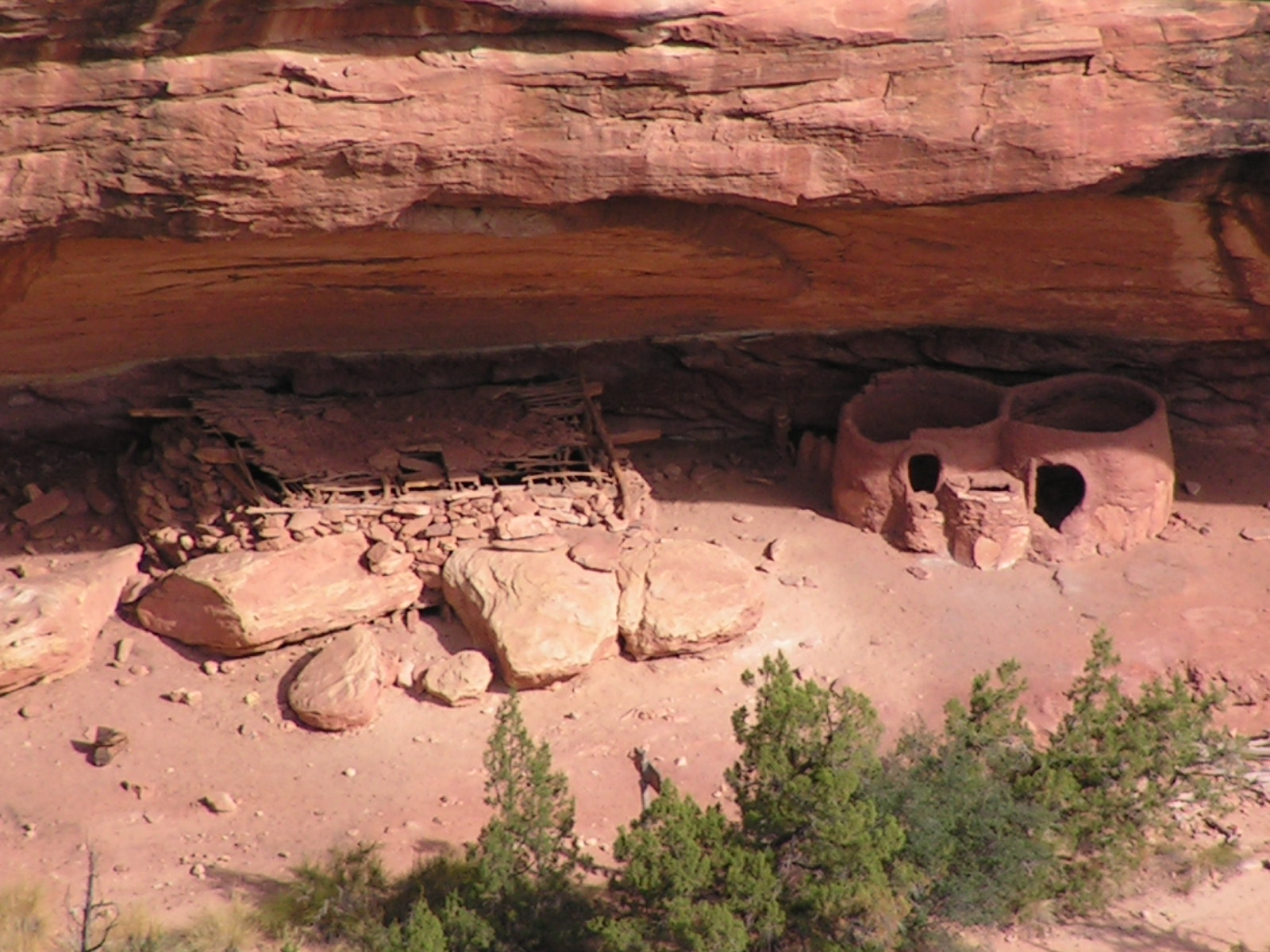
Horsecollar Ruin
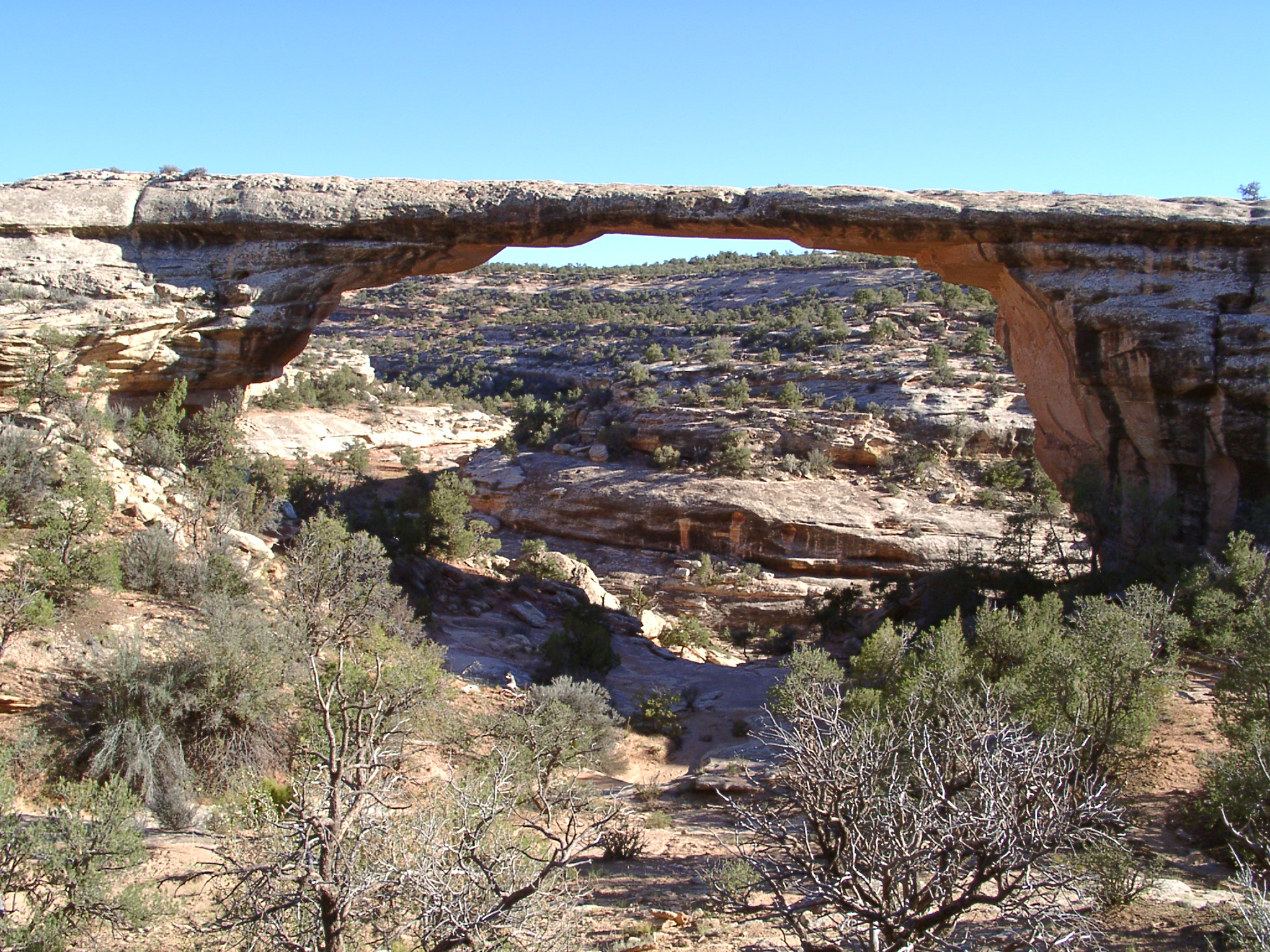
Owachomo Bridge
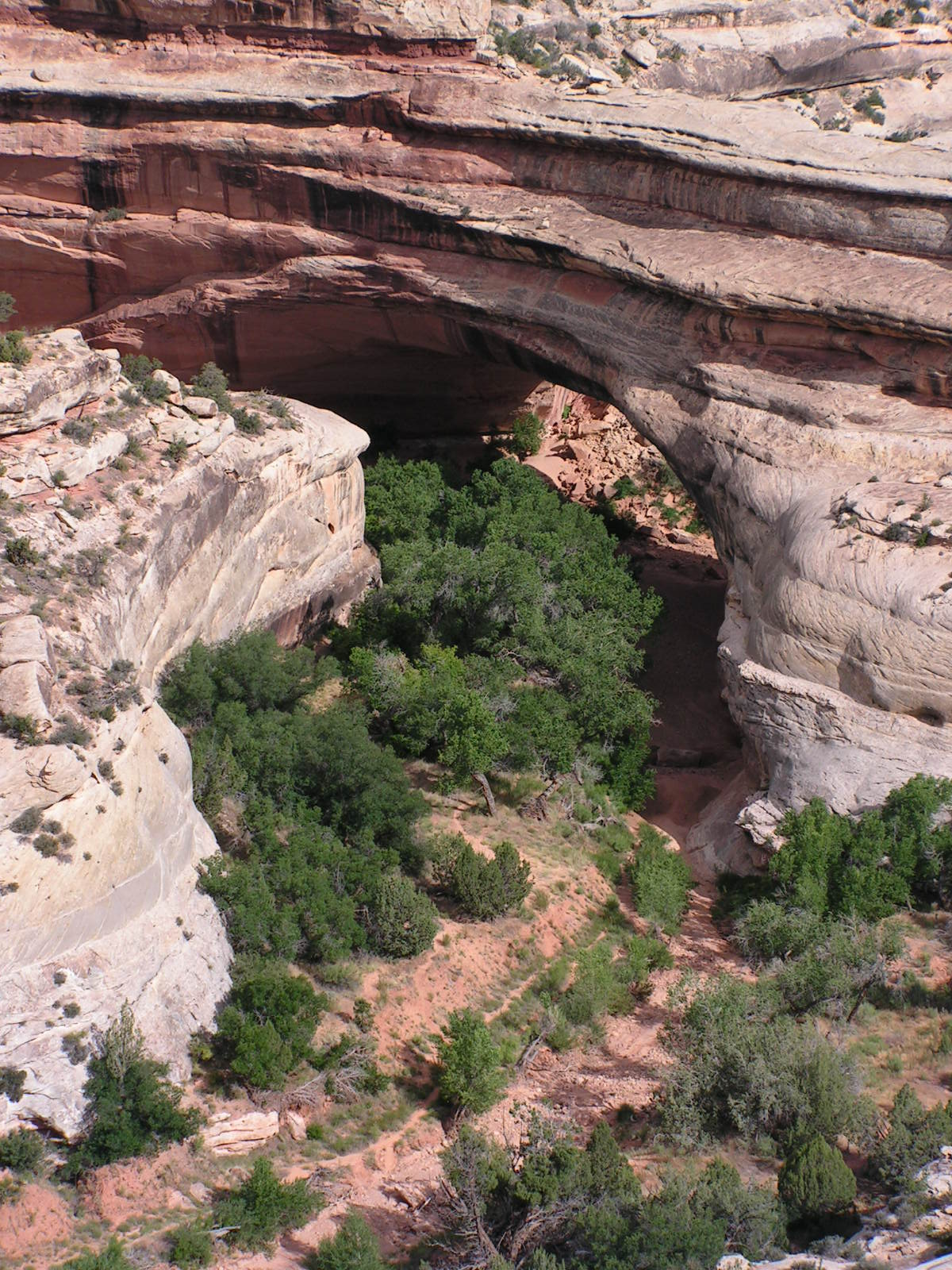
Kachina Bridge
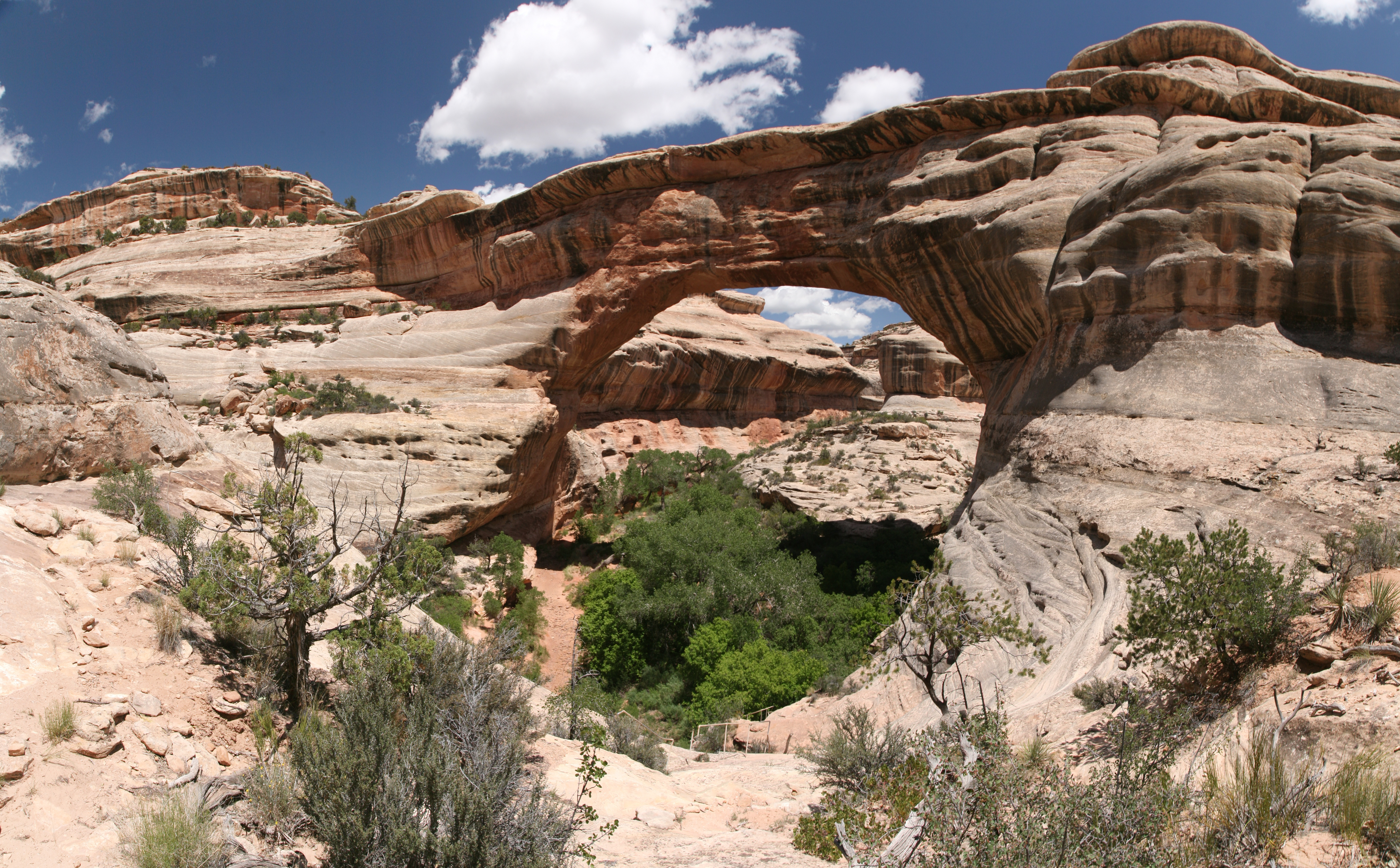
Sipapu Bridge
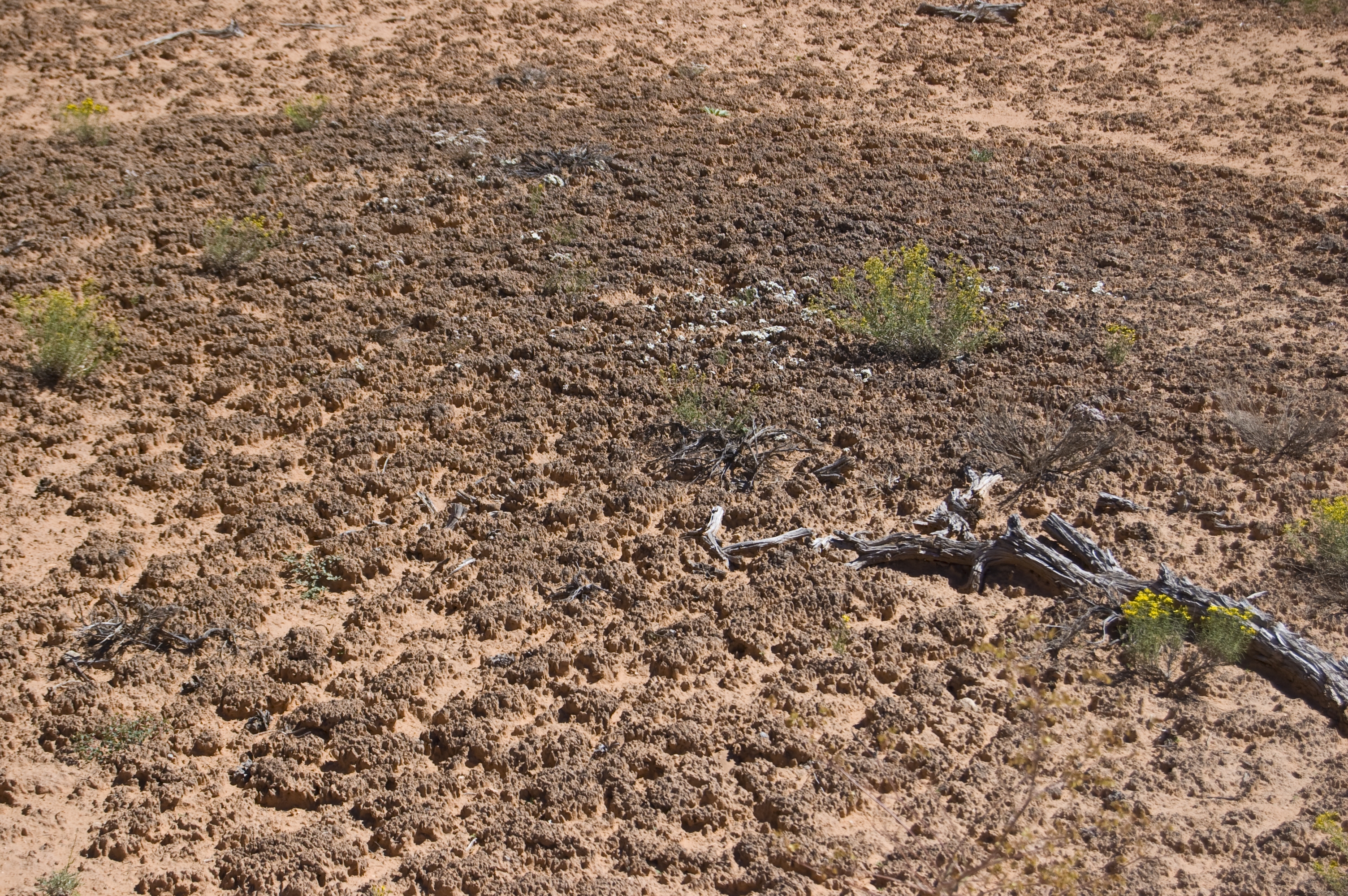
Cryptobiotic soil crust within the park